# Swertia alpina
Swertia alpina är en gentianaväxtart som beskrevs av U.C. Bhattacharyya och Sunita Agrawal. Swertia alpina ingår i släktet Swertia och familjen gentianaväxter. Inga underarter finns listade i Catalogue of Life.